# Сенфорд (Флорида)
Сенфорд (англ. Sanford) — місто (англ. city) в США, центр округу Семінол на південному центрі штату Флорида, північне передмістя Орландо. Розташований біля озера Монро й річки Сент-Джонс. Населення — 61 051 особа (2020); конурбації Орландо-Делтона-Дейтона-Біч з загальним населенням 2 747 614 осіб (2009 рік).
Місто утворене 1877 року.

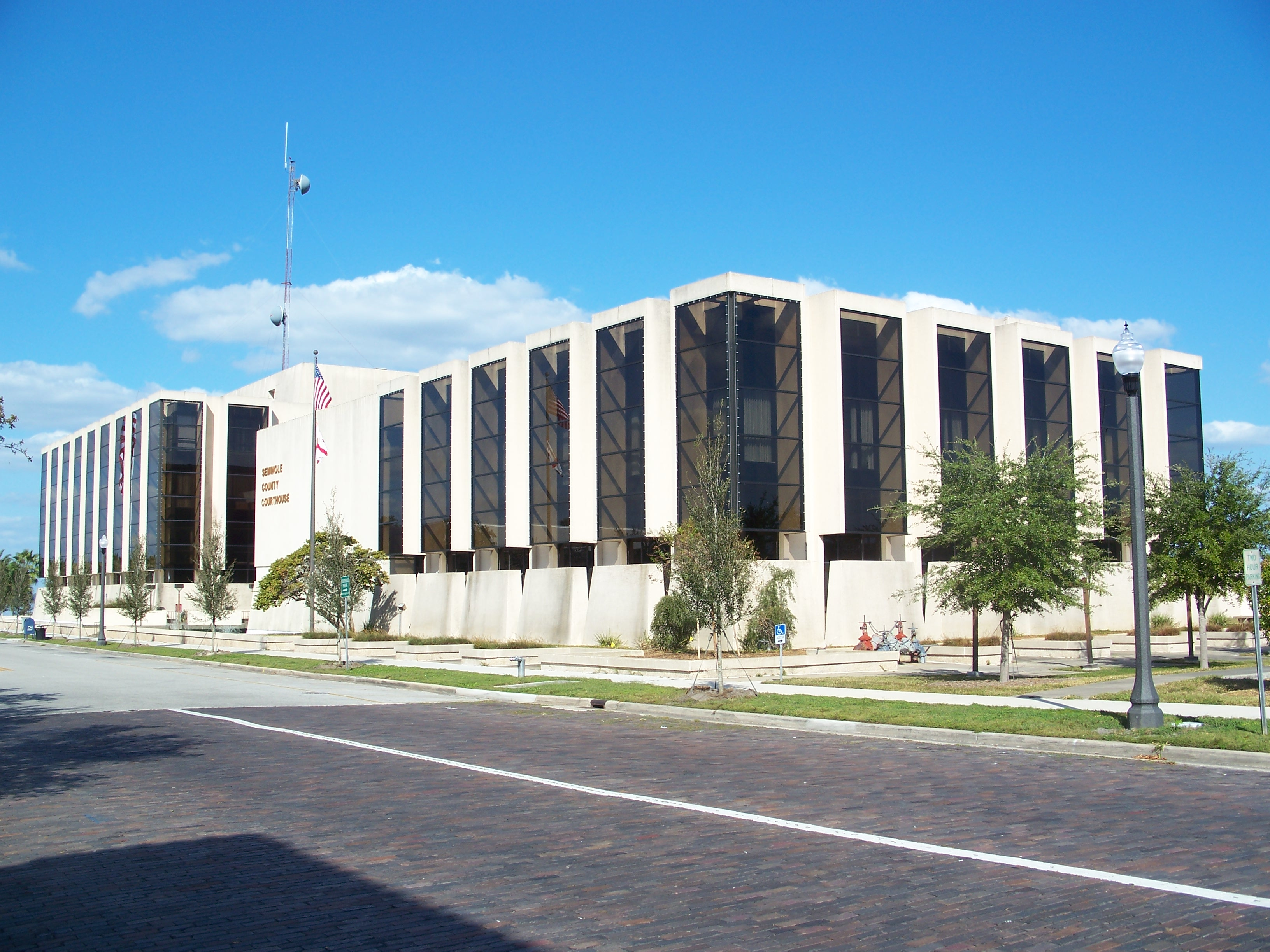
Повітовий суд Семінола у Сенфорді

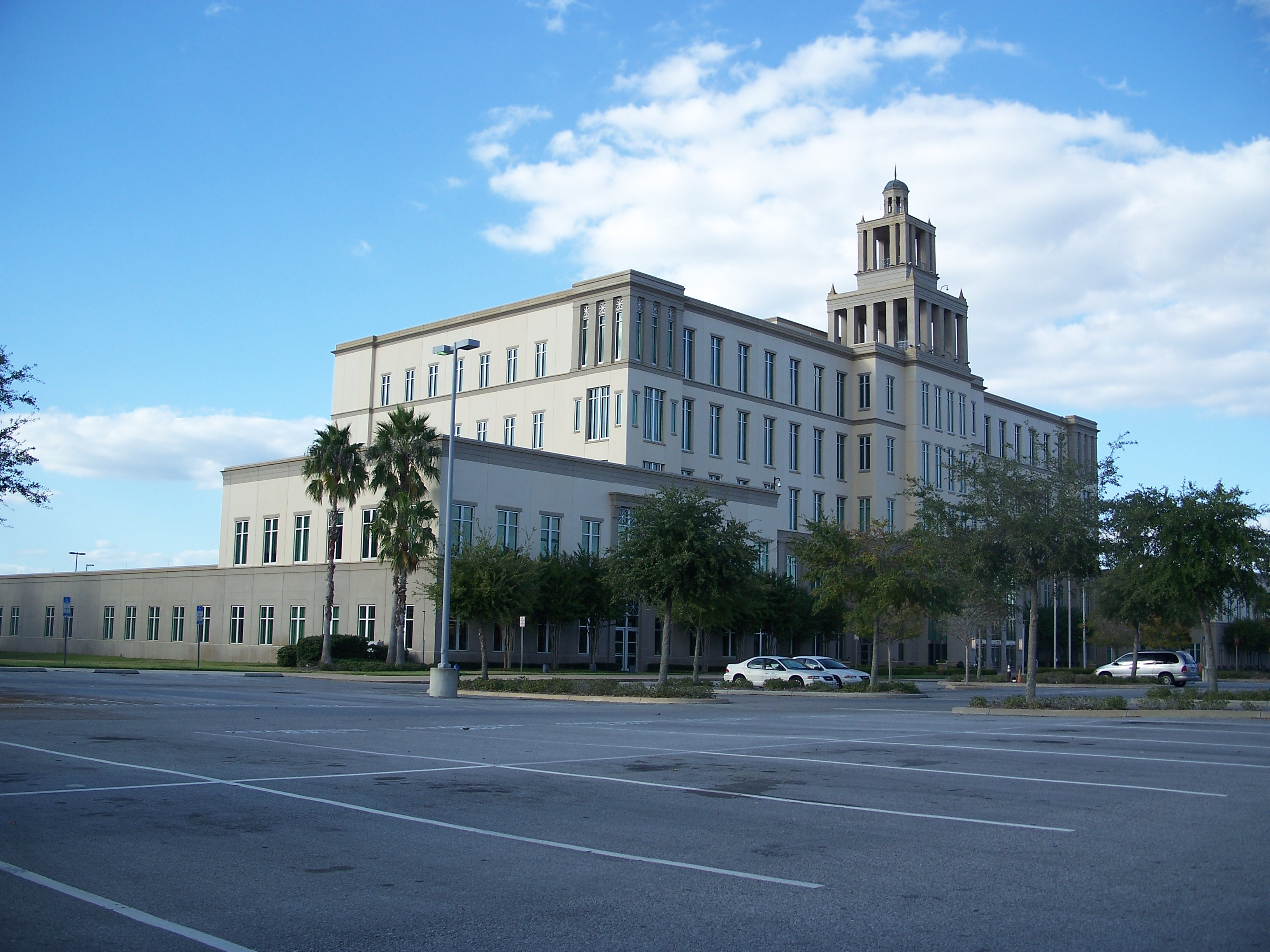
Центр кримінального правосуддя

Тут розташований Центральнофлоридський зоопарк й ботанічний сад. У місті розташований Орландо-Сенфордський міжнародний аеропорт. Місто буде пов'язане легким швидкісним метро Сан-рейл з Орландо й Киссиммі з 2013 року.

## Географія
Сенфорд розташований за координатами 28°47′22″ пн. ш. 81°16′32″ зх. д. / 28.78944° пн. ш. 81.27556° зх. д. (28.789425, -81.275624).  За даними Бюро перепису населення США в 2010 році місто мало площу 68,64 км², з яких 59,46 км² — суходіл та 9,18 км² — водойми.

### Клімат
| Клімат : Сенфорд      | Клімат : Сенфорд | Клімат : Сенфорд | Клімат : Сенфорд | Клімат : Сенфорд | Клімат : Сенфорд | Клімат : Сенфорд | Клімат : Сенфорд | Клімат : Сенфорд | Клімат : Сенфорд | Клімат : Сенфорд | Клімат : Сенфорд | Клімат : Сенфорд | Клімат : Сенфорд |
| Показник              | Січ.             | Лют.             | Бер.             | Квіт.            | Трав.            | Черв.            | Лип.             | Серп.            | Вер.             | Жовт.            | Лист.            | Груд.            | Рік              |
| Середній максимум, °C | 21,1             | 22,8             | 25,0             | 27,8             | 31,1             | 32,2             | 33,3             | 32,8             | 31,7             | 28,9             | 25,6             | 22,2             | 27,9             |
| Середній мінімум, °C  | 9,4              | 10,6             | 12,8             | 15,6             | 18,9             | 22,2             | 23,3             | 23,3             | 22,2             | 18,9             | 14,4             | 10,6             | 16,9             |
| Норма опадів, мм      | 66               | 66               | 104              | 64               | 81               | 183              | 188              | 180              | 157              | 94               | 64               | 69               | 1313             |
| --------------------- | ---------------- | ---------------- | ---------------- | ---------------- | ---------------- | ---------------- | ---------------- | ---------------- | ---------------- | ---------------- | ---------------- | ---------------- | ---------------- |
| Джерело:              |                  |                  |                  |                  |                  |                  |                  |                  |                  |                  |                  |                  |                  |

## Демографія
Згідно з переписом 2010 року, у місті мешкало 53 570 осіб у 20 118 домогосподарствах у складі 12 823 родин. Густота населення становила 780 осіб/км².  Було 23061 помешкання (336/км²).
Расовий склад населення:
| - 57,3 % — білих - 30,5 % — чорних або афроамериканців - 2,8 % — азіатів - 0,5 % — корінних американців - 0,1 % — вихідців з тихоокеанських островів - 5,4 % — осіб інших рас |

До двох чи більше рас належало 3,3 %. Частка іспаномовних становила 20,2 % від усіх жителів.
За віковим діапазоном населення розподілялося таким чином: 26,0 % — особи молодші 18 років, 64,7 % — особи у віці 18—64 років, 9,3 % — особи у віці 65 років та старші. Медіана віку мешканця становила 32,4 року. На 100 осіб жіночої статі у місті припадало 92,3 чоловіків;  на 100 жінок у віці від 18 років та старших — 89,6 чоловіків також старших 18 років.
Середній дохід на одне домашнє господарство  становив 48 400 доларів США (медіана — 38 273), а середній дохід на одну сім'ю — 52 900 доларів (медіана — 42 275). Медіана доходів становила 39 579 доларів для чоловіків та 33 658 доларів для жінок. За межею бідності перебувало 21,8 % осіб, у тому числі 33,5 % дітей у віці до 18 років та 12,1 % осіб у віці 65 років та старших.
Цивільне працевлаштоване населення становило 23 977 осіб. Основні галузі зайнятості: освіта, охорона здоров'я та соціальна допомога — 21,6 %, науковці, спеціалісти, менеджери — 14,6 %, роздрібна торгівля — 11,8 %, мистецтво, розваги та відпочинок — 10,7 %.